# Oberonia transversiloba
Oberonia transversiloba är en orkidéart som beskrevs av Richard Eric Holttum. Oberonia transversiloba ingår i släktet Oberonia och familjen orkidéer. Inga underarter finns listade i Catalogue of Life.